# Smart Reading
Smart Reading — российский онлайн-сервис саммари нон-фикшен книг. Создан бывшим совладельцем издательства «Манн, Иванов и Фербер» Михаилом Ивановым. По данным на конец 2021 года в библиотеке Smart Reading находится более 700 саммари в текстовом и аудио-формате, а также около 100 инфографик на базе саммари. Каждое саммари помимо краткого пересказа книги содержит тест из 10-12 вопросов для самопроверки.
В частности, в библиотеке Smart Reading размещены саммари всех книг, входящих в Библиотеку Сбера.
Сервисом пользуются более 400 тысяч читателей — компаний и частных лиц.
Главный офис сервиса находится на Китай-городе, Москва.

## Саммари
Саммари (англ. summary — резюме, сводка) — краткое изложение книги, созданное для того, чтобы быстро познакомить читателя с основными идеями автора. Как правило, создаются для нон-фикшен. Первые электронные сервисы саммари появились в США в конце 1970-х, в России — в начале 2010-х..
Объём саммари — обычно 15-30 тысяч знаков, на прочтение одного саммари уходит в среднем 15-30 минут, на прослушивание 20-45 минут.

### Этапы создания саммари Smart Reading
1. Саммари пишут авторы — филологи, журналисты или специалисты в той сфере, к которой принадлежит книга. Саммари может быть также написано автором книги — в последнее время авторы нон-фикшен все больше заинтересованы в размещении своих книг в формате саммари на специализированных платформах.
2. В создании саммари участвует редактор — он осуществляет проверку достаточности, четкости, простоты и логичности изложения, сохранения духа книги.
3. Если книга узкоспециализированная, саммари проходит также проверку эксперта в профильной области.
4. Саммари проходит обязательный этап корректуры, после чего происходит студийная запись аудио и создание инфографики.
5. Саммари русскоязычных книг согласуются с авторами книг лично.[4]

## История
В 2014 году Михаилу Иванову, сооснователю издательства «Манн, Иванов и Фербер», идея создания библиотеки деловой литературы в кратком изложении. В этом же году Михаил Иванов продал долю в «Манн, Иванов и Фербер», переехал жить в США и основал Smart Reading.
В 2015 году сервис предложил дарить свою месячную подписку людям, которые не используют Facebook более 5 минут в день.
В 2018 году были выпущены приложения на iOS и Android. Приложения доступны только на русском языке.
В 2020 году корпоративный университет Сбербанка совместно с издательством Smart Reading открыл доступ для всех желающих к более чем 450 экземплярам краткого содержания популярных книг в аудио и текстовом формате.
В 2021 году количество саммари в библиотеке Smart Reading достигло 700, а количество пользователей — 400 тысяч.
Также прочитать 100 саммари Smart Reading можно при наличии подписки на РБК Pro.

## Пользователи
Сервис доступен по подписке для компаний (B2B), и для обычных людей.
В списке крупных клиентов Smart Reading входит Сбербанк, ВТБ, MasterCard, Deloitte.

## Альтернативы
Конкуренты Smart Reading: Essenly, Брифли, getAbstract, Blinkist (на английском), Storyshots (на английском).